# Patrizia Reggiani
Patrizia Reggiani (geb. Patrizia Martinelli; * 2. Dezember 1948 in Vignola, Italien) ist die Ex-Frau des italienischen Unternehmers Maurizio Gucci. Sie wurde Ende 1998 wegen der Organisation des Mordes an ihrem Ex-Mann zu einer langjährigen Haftstrafe verurteilt. Die italienische Presse nannte sie „die schwarze Witwe“.

## Frühes Leben und Ehe mit Maurizio Gucci
Patrizia Martinelli wurde in Vignola, Provinz Modena, in Norditalien geboren. Sie wuchs in Armut auf und kannte ihren leiblichen Vater nicht. Als sie 12 Jahre alt war, heiratete ihre Mutter Silvana den wohlhabenden Unternehmer Ferdinando Reggiani, der Patrizia später adoptierte.
Als sie ungefähr 22 Jahre alt war, lernte Patrizia 1970 Maurizio Gucci, den Erben des Gucci-Modehauses, auf einer Party kennen. Zwei Jahre später heiratete das Paar und zog nach New York City. Guccis Vater, Rodolfo Gucci, lehnte die Ehe zunächst ab und hielt Patrizia für „eine Streberin, die nur Geld im Kopf hat“, schenkte aber seinem Sohn und seiner Schwiegertochter ein luxuriöses Penthouse im Olympic Tower in New York. Patrizia wurde in New Yorks sozialen Kreisen aktiv, trat regelmäßig auf Partys und Modeveranstaltungen auf und freundete sich sogar mit Jackie Kennedy Onassis an. Während ihrer Ehe brachte sie zwei Töchter zur Welt: Alessandra wurde 1976, Allegra 1981 geboren.
1982 kehrten Patrizia und Maurizio nach Mailand zurück. 1985 sagte Maurizio seiner Frau, dass er eine kurze Geschäftsreise nach Florenz machen würde. Am nächsten Tag schickte er einen Freund, um Patrizia mitzuteilen, dass er nicht zurückkehren würde und dass die Ehe vorbei sei, 1990 begann Maurizio mit Paola Franchi auszugehen, was bei Patrizia sowohl Groll als auch Eifersucht hervorrief. Erst 1994 ließ sich Maurizio offiziell von Patrizia scheiden. Als Teil der Scheidungsvereinbarung erklärte sich Gucci bereit, Patrizia jährlichen Unterhalt in Höhe von 1,47 Millionen US-Dollar zu zahlen. Gesetzlich durfte sie den Namen Gucci nicht mehr verwenden, aber sie tat es trotzdem weiter und sagte: „Ich fühle mich immer noch wie ein Gucci – und zwar der beste Gucci von allen“.

## Mord an Ex-Ehemann
Ein Jahr nach seiner Scheidung, am 27. März 1995, wurde Maurizio Gucci auf der Treppe vor seinem Büro von einem Auftragsmörder erschossen, als er zur Arbeit kam. An dem Tag, an dem er getötet wurde, schrieb Patrizia ein einziges Wort in ihr Tagebuch: paradeisos, das griechische Wort für „Paradies“. Am 31. Januar 1997 wurde Patrizia festgenommen und beschuldigt, den Auftragsmörder angeheuert zu haben, der Gucci ermordete. Der Prozess stieß auf großes Medieninteresse und die Presse nannte sie die „Schwarze Witwe“. Laut Staatsanwaltschaft war Patrizias Motiv eine Mischung aus Eifersucht, Geld und Groll gegen ihren Ex-Mann. Sie habe die Kontrolle über das Gucci-Anwesen erlangen und verhindern wollen, dass ihr Ex-Mann Paola Franchi heiratete. Die bevorstehende Heirat hätte ihre Unterhaltszahlungen halbiert und ihre jährliche finanzielle Unterstützung auf 860.000 Dollar pro Jahr reduziert, was ihrer Meinung nach „einer Schüssel Linsen“ entspräche. Es wurde festgestellt, dass der Mörder, der verschuldete Pizzeria-Besitzer Benedetto Ceraulo, von Patrizia über Giuseppina „Pina“ Auriemma, eine Hellseherin aus der High Society und enge Freundin von Patrizia, angeheuert worden war.

## Gefängniszeit
Am 31. Januar 1997 wurde Patrizia Reggiani verhaftet und 1998 wegen der Organisation des Mordes an ihrem Ehemann Maurizio Gucci für schuldig befunden und zu 29 Jahren Gefängnis verurteilt. Ihre Töchter forderten die Aufhebung des Urteils und argumentierten, ein Gehirntumor habe die Persönlichkeit ihrer Mutter beeinträchtigt. Im Jahr 2000 ließ das Berufungsgericht in Mailand das Urteil in Kraft, verkürzte aber die Haftstrafe auf 26 Jahre. Im selben Jahr versuchte Patrizia, Selbstmord zu begehen, indem sie sich an einem Bettlaken aufhängte, aber sie wurde von Gefängniswärtern gefunden. Im Jahr 2005 überzeugte Patrizias Anwaltsteam das Gefängnis, trotz der Regeln gegen Gefängnishaustiere, ihr Frettchen bei ihr leben zu lassen. Im Oktober 2011 kam sie im Rahmen eines Arbeitsfreigabeprogramms für eine Bewährung in Frage, aber sie lehnte ab und sagte: „Ich habe noch nie in meinem Leben gearbeitet und werde jetzt definitiv nicht anfangen“. Patrizia wurde im Oktober 2016 wegen guter Führung vorzeitig entlassen, nachdem sie 18 Jahre in Haft verbüßt hatte.

## Spätere Jahre
Seit ihrer Entlassung aus dem Gefängnis lebt Patrizia in Mailand, wo sie oft mit ihrem Papagei auf der Schulter gesehen wird.

## In der Populärkultur
Der Film House of Gucci basiert auf der Ehe von Patrizia Reggiani und dem Mord an ihrem Ex-Mann. Er wurde von Ridley Scott inszeniert, und die Rolle von Patrizia Reggiani spielte Lady Gaga. Der Film wurde im November 2019 angekündigt. Im März 2021 lobte Reggiani das Casting von Lady Gaga in dem Film und gab zu, dass sie wie sie aussehe, drückte aber auch ihren Ärger darüber aus, dass Lady Gaga sie nicht getroffen hatte, bevor sie die Rolle übernahm. Gaga erklärte in Interviews, sie habe kein Interesse daran, mit Reggiani „zusammenzuarbeiten“. Aber ihr Herz „ist bei ihren Töchtern … In tiefer Anteilnahme, da dies sehr schmerzhaft sein muss für sie.“